# Daniël Harmzen
Daniël Harmzen (Sassenheim, 12 september 1985) is een voormalig Nederlands korfballer en huidig korfbalcoach. Hij is meervoudig Nederlands kampioen geworden in de Korfbal League met TOP waar hij speelde.
Harmzen speelde ook samen met zijn broer, Sander Harmzen.

## Speler
Harmzen speelde zijn volledige korfbalcarrière bij TOP uit Sassenheim. Als speler van de A1 en hoofdmacht heeft Harmzen de glorie van de club volledig meegemaakt.
In 2008 promoveerde hij met de club vanuit de Hoofdklasse naar de prestigieuze Korfbal League.
In de eerste 2 seizoenen van TOP in de Korfbal League eindigde de club in de middenmoot, maar in 2010-2011 ging het beter met de club. Het eindigde 3e in de competitie en kon voor het eerst play-offs spelen. In 3 wedstrijden won het de play-offs van Fortuna en zodoende stond de club voor het eerst in de clubhistorie in de grote finale in Ahoy. In de finale trof het PKC. TOP won deze finale met 21-19 en werd het de nieuwe Nederlands kampioen zaalkorfbal.
TOP kon haar titel niet prolongeren, want in de 2 seizoenen erna haalde de club niet de play-offs.
Seizoen 2013-2014 werd voor Harmzen een bijzonder seizoen. TOP werd 1e in de competitie en versloeg in de play-offs Dalto waardoor het voor de tweede keer in de clubhistorie in de Korfbal League finale stond. In deze finale was het Harmzen die de winnende 21-20 binnenschoot met nog maar 23 seconden op de wedstrijdklok. TOP was voor de tweede keer kampioen en Harmzen had zich onsterfbaar gemaakt voor de club. Na deze titel kondigde Harmzen zijn afscheid als aan als speler.

### Rentree
Nog in hetzelfde jaar waarin hij afscheid had genomen (2014) werd hij door de club gevraagd om terug te komen. Harmzen bleek te belangrijk en was nodig om de club op het topniveau te houden.
Zo werd hij eind 2014 weer toegevoegd aan de selectie van TOP. Van 2014 t/m 2018 stond TOP in alle korfbal league finales. Het verloor in 2015 van PKC, maar won daarna 3 keer op rij (2016, 2017 en 2018). In 2018 nam Harmzen voor de tweede keer afscheid als speler. Dit maal definitief, maar wederom met de zaaltitel op zak.

## Erelijst
- Korfbal League kampioen, 5× (2011, 2014, 2016, 2017, 2018)
- Europacup kampioen, 3× (2012, 2017, 2018)
- Ereklasse veld kampioen, 1× (2011)
- Supercup veld kampioen, 1× (2016)

## Statistieken
| Naam           | KL seizoenen | Wedstrijden | Goals | Gemiddeld | Rebounds | Strafworpen |
| -------------- | ------------ | ----------- | ----- | --------- | -------- | ----------- |
| Daniël Harmzen | 10           | 173         | 481   | 2,8       | 2063     | 126         |

## Coach

### Groen Geel
Voor seizoen 2020-2021 werd Harmzen aangesteld als nieuwe hoofdcoach bij Groen Geel uit Wormer. Hij werd de opvolger van vertrekkend coach Dico Dik.
Zijn eerste seizoen was een seizoen geplaagd door corona. Hierdoor speelde alleen de Korfbal League zijn wedstrijden en alle klasses hieronder kwamen te vervallen. Op basis hiervan werd er dus wel gespeeld in de Korfbal League, maar kon er niet gedegradeerd worden. GroenGeel speelde 10 wedstrijden en won er 3, echter was dit niet voldoende voor nacompetitie.
In Harmzen zijn tweede seizoen als coach (2021-2022) was er uitgebreidere competitie. De zaalcompetitie was onderverdeeld in 2 fases. In de eerste competitiefase streed GroenGeel voor plek 3 in Poule A, maar kwam het net 1 punt tekort. Zo moest GroenGeel zich mengen in de degradatiepoule, waarbij de onderste 3 ploegen direct gedradeerde en de nummer 9 zich moest verdedigen in de play-downs.
GroenGeel stond uiteindelijk op de 9e plaats, waardoor het play-downs moest spelen tegen de verliezend Hoofdklasse finalist, HKC. Deze best-of-3 serie werd spannend; HKC won het eerste duel en GroenGeel het tweede. Hierdoor werd het seizoen beslecht in de 3e wedstrijd. GroenGeel won deze 3e wedstrijd met 24-20, waardoor het zichzelf handhaafde voor de Korfbal League voor seizoen 2022-2023.
Seizoen 2022-2023 werd het 3e en laatste seizoen voor Harmzen bij Groen Geel. In februari 2023 maakte hij bekend na het seizoen te stoppen. Enkele weken later stapte hij per direct op.

### TOP Sassenheim
Voor seizoen 2023-2024 werd Harmzen, samen met Ruben Boode aangesteld als nieuwe coaches bij TOP (Sassenheim), de club waar hij als speler fuore had gemaakt.
Echter besloot Harmen na 1 seizoen als hoofdcoach te stoppen.